# Frente Minoritario
El Frente Minoritario o Frente de la Minoría (en inglés: Minority Front) es un partido político sudafricano fundado en 1993. Aunque el objetivo del partido es representar a todas las minorías de Sudáfrica, su apoyo proviene principalmente de la comunidad india de Sudáfrica. Su mayor base de fuerza política se encuentra en la provincia de KwaZulu-Natal, especialmente en la ciudad de Durban, que es el centro cultural y demográfico de la comunidad india de Sudáfrica. Fue dirigido por el carismático Amichand Rajbansi hasta su muerte en diciembre de 2011.
Se formó como un sucesor del Partido Nacional del Pueblo, que era un partido importante dirigido por Rajbansi en la Cámara de Delegados solo para los indios en el Parlamento Tricameral.
Después de su muerte, la viuda de Rajbansi, Shameen Thakur-Rajbansi, fue nombrada líder en enero de 2012. Una batalla de liderazgo y familia estalló cuando se intentó reemplazar a Thakur-Rajbansi como líder, con el hijo de Amichand Rajbansi, Vimal, y primera esposa, Asha Devi Rajbansi, pidiéndole que renuncie, y una conferencia disidente (no reconocida por el IEC) eligió a Roy Bhoola, a quien Thakur-Rajbansi había intentado eliminar de sus cargos públicos. Thakur-Rajbansi fue declarada líder indiscutida en diciembre de 2013 después de que ambas partes resolvieran sus disputas en un acuerdo confidencial.